# 계영

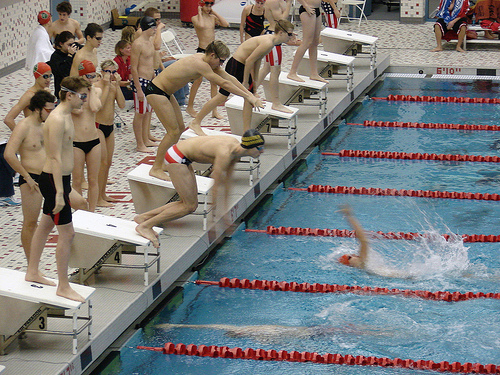
계영

계영(繼泳, 문화어: 이어헤기, freestyle relay)은 수영 종목 가운데 하나로, 일반적으로는 4명이 한 조가 되어 일정한 거리를 차례로 헤엄쳐 빠르기를 겨루는 종목을 가리킨다. 계영에서 중요한 것은 인계할 때의 출발과 골 터치이다.

## 역사
- 1900년 파리 올림픽대회: 200야드를 5명 계영
- 1904년 세인트루이스 올림픽대회: 4명이 200 미터 계영
- 1906년 아테네 올림픽대회: 1,000 미터 계영
- 1908년 런던 올림픽대회: 4명의 800 m 계영으로 변경
- 1912년 스톡홀름 올림픽대회: 여자 계영 종목이 신설 (경영 거리 400 미터)
- 1920년 안트베르펜 올림픽대회: 계영에 크롤 적용

## 같이 보기
- 수영
- 혼영
- 혼계영